# Milionia pericallis
Milionia pericallis är en fjärilsart som beskrevs av Rothschild och Jordan 1905. Milionia pericallis ingår i släktet Milionia och familjen mätare. Inga underarter finns listade i Catalogue of Life.